# Guillaume Dubois

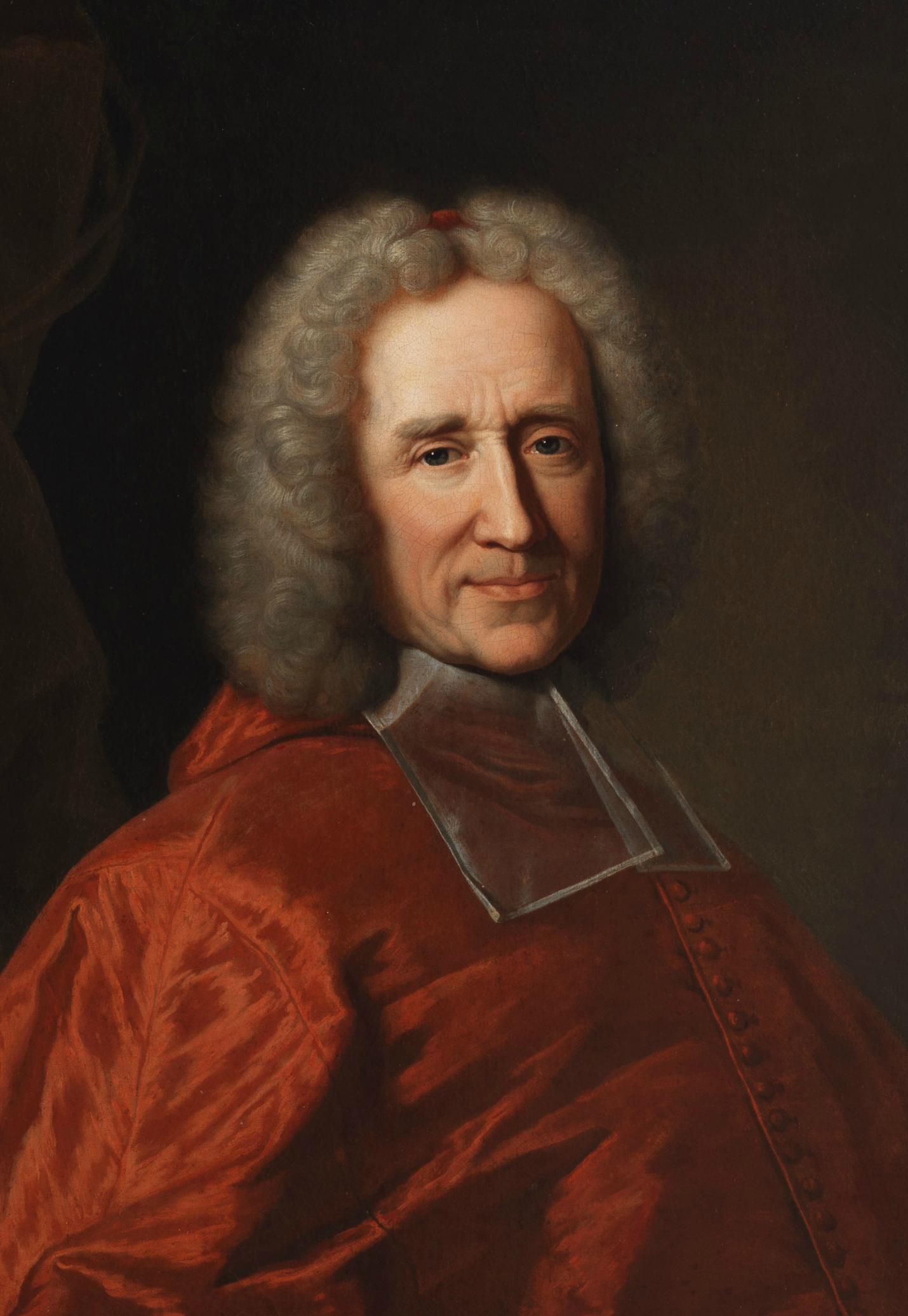
Guillaume Kardinal Dubois (Ölgemälde von Hyacinthe Rigaud (Detail)).
Dubois’ Unterschrift:

Guillaume Dubois (* 6. September 1656 in Brive-la-Gaillarde in Limousin; † 10. August 1723 in Versailles) war ein französischer Kardinal und Minister unter der Regentschaft von Philippe II. de Bourbon, des Herzogs von Orléans.

## Leben und Wirken

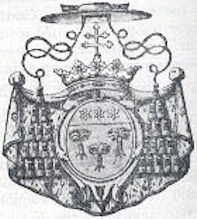
Kardinalswappen

Als Sohn eines angesehenen Arztes und Apothekenbesitzers erhielt er 1672 ein Stipendium am Collège St. Michel zu Paris und wurde, nachdem er an verschiedenen Orten Hauslehrer gewesen war und auf Empfehlung des Dekans zu St. Michel, Antoine Faure, zu dem er ein sehr gutes Verhältnis pflegte, Erzieher des Herzogs Philipp von Chartres, späteren Herzogs von Orléans, dessen Vermählung mit Françoise Marie de Bourbon, der Tochter Ludwigs XIV. von der Madame de Montespan sein Werk war. Der König verlieh ihm dafür die Abtei von St. Just. Liselotte von der Pfalz, die Mutter Philippes, verübelte Dubois jedoch diese Ehe lebenslang, da sie die Braut als „Bastard aus doppeltem Ehebruch“ und zudem als plumpes und faules Mädchen nicht leiden konnte.
Nach Ernennung des Herzogs von Orléans zum Prinzregenten 1715 zum Staatsrat erhoben, bewährte sich Guillaume Dubois als schlauer und durchtriebener Diplomat; er war es vornehmlich, der durch seine alte Freundschaft mit James Stanhope ein Bündnis zwischen Frankreich und Großbritannien betrieb, wie auch die gegen Spanien gerichtete sogenannte Tripelallianz vom 2. August 1718 (nach Beitritt des Kaisers Quadrupelallianz) durch seine Vermittlung zustande kam (Krieg der Quadrupelallianz).
Zum Minister des Auswärtigen erhoben, vereitelte er die Verschwörung von Cellamare und stürzte den spanischen Minister Giulio Alberoni. Dem Papst Innozenz XIII. erwies er sich so gefällig, dass er 1720 Erzbischof von Cambrai wurde und 1721 zum Kardinal erhoben wurde. Die Versammlung des französischen Klerus erwählte ihn 1723 zum Präsidenten. 1722 zum ersten Staatsminister erhoben, entwickelte er eine große Tätigkeit und konnte dem französischen Volk lange den Frieden bewahren, benutzte aber auch seine Macht, um sich Reichtümer zu sammeln, und wetteiferte in den ärgsten Ausschweifungen mit dem Hof des Regenten. Seit 1722 war er Mitglied der Académie française (Fauteuil 28). Am 16. Dezember 1722 wurde er zum Ehrenmitglied der Académie des sciences gewählt.
Die unter Dubois’ Namen herausgegebenen Mémoires sind unecht.